# Sinaí, Teopisca
Sinaí är en ort i Mexiko.   Den ligger i kommunen Teopisca och delstaten Chiapas, i den sydöstra delen av landet, 800 km öster om huvudstaden Mexico City. Sinaí ligger 2 213 meter över havet och antalet invånare är 381.
Terrängen runt Sinaí är kuperad åt nordost, men åt sydväst är den bergig. Runt Sinaí är det ganska tätbefolkat, med 104 invånare per kvadratkilometer. Närmaste större samhälle är San Cristóbal de las Casas, 18,9 km nordväst om Sinaí. I omgivningarna runt Sinaí växer huvudsakligen savannskog.